# Rapides de Yellala
Les rapides de Yellala ou chutes de Yellala sont une série de chutes et de rapides sur le fleuve Congo juste en amont de Matadi en République démocratique du Congo.

## Histoire

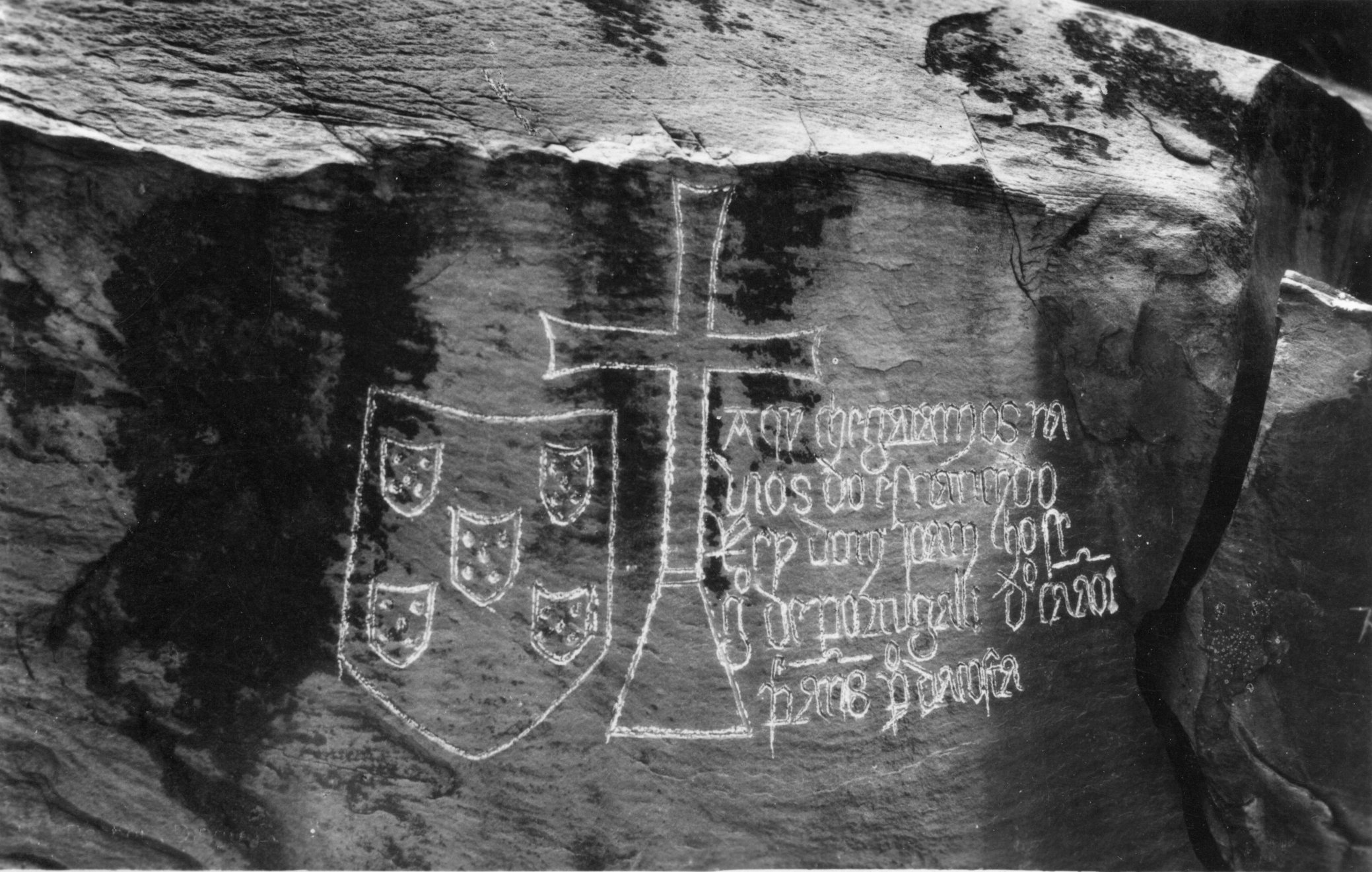
La Pierre de Yellala portant l'inscription de 1485 par Diogo Cão

Ces chutes obligeaient les explorateurs du XIXe siècle à continuer à pied jusqu'au Stanley Pool 350 km plus loin. 
Elles ont été atteintes pour la première fois en 1485 par Diogo Cão et ses hommes mais il dut rebrousser chemin vraisemblablement à cause du paludisme. Diogo Cão laisse alors un padrão portant l'inscription : « Aqui chegaram os navios do esclarecido rei D.João II de Portugal - Diogo Cão, Pero Anes, Pero da Costa » (Voici arrivés les navires de l' illustre Jean II, roi du Portugal - Diogo Cão, Pero Anes, Pero da Costa), qui ne sera retrouvé qu'en 1911.
James Kingston Tuckey, parrainé par la Royal Geographical Society de Londres pour obtenir des informations sur la traite des esclaves, visite les rapides en 1816, il écrit que la population locale pense que les chutes sont la résidence d'un mauvais esprit, et que tous ceux qui les voient ne reviennent jamais.
Lorsque Tuckey voit les chutes a la saison sèche, il est très déçu et en laisse une description détaillée dans son récit de voyage. 
En 1848, László Magyar remonte le Congo jusqu'aux chutes de Yellala, avant de passer cinq ans à explorer la région au sud de celles-ci puis Richard Francis Burton, les voit en 1863 et en laisse une longue description.
Henry Morton Stanley visite les rapides le 6 avril 1880 et écrit que sur un tronçon de cinq ou six miles, la pente est seulement de 45 pieds (14 m) et que la « fureur générale de l'eau est causée par les obstructions lorsque l'important volume des eaux rencontre l'étroit défilé ».

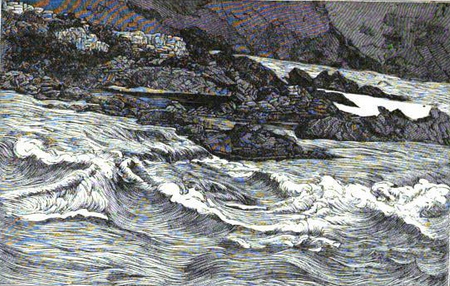
Les chutes de Yellala, illustration issue de The River Congo de Harry Johnston (1884)

En 1884, Harry Johnston, laisse aussi ses impressions sur les chutes dans son ouvrage The River Congo qu'il a vu l'année précédente. 